# Franziskanerkloster Riedfeld

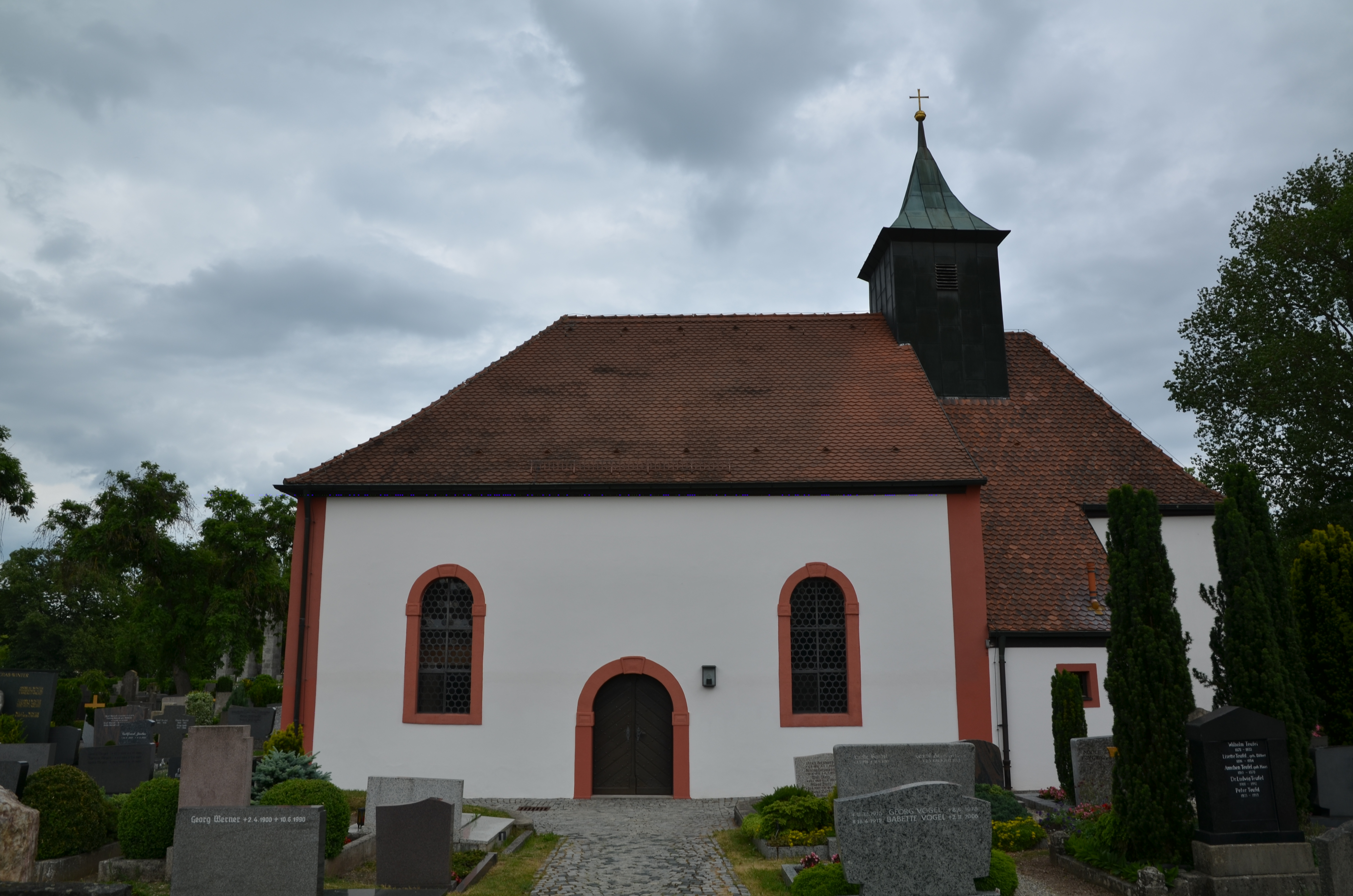
Die Friedhofskapelle in Riedfeld mit dem Chor der ehemaligen Klosterkirche St. Wolfgang

Das Kloster Riedfeld (lateinisch Monasterium Riedfeldana), auch Kloster St. Wolfgang, war ein Kloster der Franziskaner-Observanten in Neustadt an der Aisch in Bayern im Bistum Würzburg.

## Geschichte
Das Kloster wurde 1458 durch die Markgrafen Johann (genannt Alchimista) und Albrecht (Achilles) gegründet, um ein Gegengewicht zu den angeblich in der Gegend predigenden Hussiten (wie etwa um 1446 der Wanderprediger Friedrich Müller) zu schaffen. Ein Gelände rund um den alten, bis etwa 1432 als Kapelle genutzten (zur ehemaligen Hauptkirche St. Agatha gehörenden) Kirchenbau mit dem Patrozinium des heiligen Wolfgang von Regensburg im Ortsteil Riedfeld, einem ehemaligen Königshof vor den Toren der Stadt Neustadt, wurde zum Klosterbau vorgesehen. 1456 hatte man in Bamberg bereits Gespräche mit dem Vikar der Straßburger (Oberdeutschen) Franziskanerprovinz Argentina, Hans Lör (Hans von Lare, aus Lahr in Baden) aufgenommen. Wegen der Kriegswirren 1460/61 rund um Neustadt und knapper Geldmittel gingen die nach päpstlicher Bestätigung 1459 begonnenen Bauarbeiten nur langsam voran. Die Witwe Usmer in Nürnberg, eine Gönnerin der Franziskaner, spendete 600 Gulden, so dass der Konventbau fertiggestellt werden konnte. 1462 zogen die ersten Brüder aus dem Nürnberger Barfüßerkloster (Franziskaner von der strengen Observanz) in die Neugründung in Neustadt ein (erster Guardian war Johann Kasla), und 1478 (wie auch am 17. April 1513) hielt die Straßburger Ordensprovinz dort ihr Provinzkapitel ab, nach anderen Quellen tagte bereits 1463 ein Kapitel in Riedfeld. Das Kloster muss somit bald eine gewisse Größe gehabt haben; ab 1483 befand sich dort das Noviziat der Provinz.
Der Kunstfreund und Gotteshausmeister der Nürnberger Sebalduskirche, Sebald Schreyer, ein Freund von Albrecht Dürer und Adam Kraft, stiftete dem kleinen Kloster in Riedfeld einen am 3. Juli 1490 fertiggestellten (nicht mehr vorhandenen) Marien-Altar, kultische Webereien und eine wertvolle, für das Kloster 1492 angefertigte illustrierte (nicht mehr vorhandene) Handschrift (Das Leben und die Heiligsprechung des hl. Bonaventura). Auch der Würzburger Domherr und Humanist Erasmus Neustetter genannt Stürmer schenkte dem Kloster ein Buch.
Die Franziskaner, welche auch eine kleine Schule unterhielten, wirkten als Seelsorger in Riedfeld, Diebach und Hanbach, nach 1490 vertretungsweise in Diespeck, und das kirchliche Leben erfuhr einen Aufschwung. Ab 1477 ist ein Pater als Knabenlehrer nachweisbar. Durch zu den oben genannten hinzugekommene weitere Schenkungen (unter anderem des Konvents in Nürnberg mit dem dort ansässigen Studienhaus der Ordensprovinz) und Erwerbungen entstand eine ansehnliche Klosterbibliothek. Dem Konvent gehörten in den 1480er-Jahren zehn Brüder an, einige waren wissenschaftlich-schriftstellerisch tätig. Am 22. August 1484 wurde die nun vollständig mit fünf Altären fertiggestellte Klosterkirche St. Wolfgang durch den zuständigen Würzburger Weihbischof geweiht.
Bei den Aufständen im Bauernkrieg 1525, als über 3000 Aufständische in Neustadt ihr Hauptquartier hatten, plünderten, mordeten und brandschatzten, wurde (nach julianischem Kalender) am 16. Mai auch das Franziskanerkloster Riedfeld überfallen und durch den Hauptmann Koberer, einen als Bauernführer wirkenden Müller aus Langenzenn, mit einem seit 8. Mai in Neustadt befindlichen Heer Gutenstettener Bauern niedergebrannt. Vom Konventsgebäude blieben nur Reste (diese wurde 1584 abgetragen, während die der Umgebungsmauer wieder ergänzt wurden), aber die Klosterkirche blieb erhalten und wurde 1584 wieder renoviert. Die Brüder entkamen mit Kirchengeräten, Reliquien und einem Teil der Klosterbibliothek und flohen vermutlich schon am 15. Mai nach Bamberg und Würzburg. Die Bibliothek bildete später den Grundstock für die bedeutende Neustädter Kirchenbibliothek.
Der Orden gab 1528 das Kloster St. Wolfgang endgültig auf und es wurde 1529 verweltlicht. 1533 wurde infolge der Reformation eine neue Kirchenordnung eingeführt. In der Stadtkirche und der Spitalkirche, der Schlosskapelle, der Friedhofskapelle und im St. Michaels-Kärnter wurden zahlreiche Bücher (Messbücher, Gebräuchebücher und Predigtanweisungen) nicht mehr benötigt; sie wurden über der Sakristei des Klosters mit anderem „Sperrgut“ ausgesondert, ein Teil gelangte in die heutige Neustädter Kirchenbibliothek. Die zerstörten Gebäude wurden nicht wiedererrichtet. Nur der Chor der Kirche ist erhalten. Auf dem Kirchplatz legte die lutherisch gewordene Stadt 1584 einen neuen Friedhof an, der erweitert und verändert für die Beisetzung von Neustädter Bewohnern erhalten wurde. Der Chor erhielt 1725 ein neu erbautes Langhaus und dient heute als evangelische Friedhofskirche, früher auch „Klösterlein“ und „Käppala“ oder „Käppella“ genannt. Die Grundstücke, die zum Kloster gehörten, fielen an die markgräflichen Ämter Neustadt und Birkenfeld.